# Pierre Le Grand (universitaire)
Pour les articles homonymes, voir Pierre Le Grand.
Pierre Le Grand (1792-1839) est un universitaire français, recteur de l'académie de Rennes de 1830 à 1839, et premier recteur laïc de celle-ci depuis sa création.

## Biographie
Il naît à Langoat dans les Côtes-d'Armor le 26 janvier 1792, et étudie au collège de Saint-Brieuc, puis les sciences, en particulier la physique, au Pensionnat normal. Il est par la suite nommé professeur au collège de Vannes, puis de Rennes à partir de 1817, avant d'être inspecteur d'académie à Angers de 1828 à 1830. Il est nommé recteur de l'académie de Bourges le 24 août 1830, le jour même où l'abbé Pierre Charles Toussaint Blanchard, recteur de l'académie de Rennes, décède. Le 15 septembre 1830 il est nommé recteur de l'académie de Rennes en remplacement de celui-ci.
Le 1er octobre 1831, il ouvre l'école normale primaire à Rennes.